# Lonely Teardrops
Pour l’article homonyme, voir Lonely Teardrops (album).
Singles de Jackie Wilson
To Be Loved
(1957) That's Why (I Love You So)
(1959)
Lonely Teardrops est l'une des chansons les plus populaires du chanteur américain Jackie Wilson, publiée en 1958.

## Présentation
Écrite par le fondateur de la Motown Records, Berry Gordy, sa sœur Gwendolyn Gordy et Billy Davis (sous le pseudonyme de Tyran Carlo), cette chanson a été numéro 1 au classement R&B établi par Billboard et le premier Top 10 Hit de Wilson sur le Billboard Hot 100, où elle a finalement culminé au numéro 7,.
La chanson figure dans l'album homonyme l'année suivante, avec une autre chanson populairedu chanteur intitulée That's Why (I Love So), qui sort aussi en single à la même année de sortie de l'album.
En 1999, elle reçoit le Grammy Hall of Fame Award.
Elle a été classée en 2003 au 308e rang de la liste des 500 plus grandes chansons de tous les temps du magazine Rolling Stone.

## Reprises
Cette chanson est par la suite reprise par plusieurs artistes. Elle fut reprise par Chuck Jackson sur son premier solo I Don't Want to Cry! en 1961. La reprise ayant eu le plus de succès a été enregistrée par chanteur de country, Narvel Felts. Sa version a été publiée en 1976 et a atteint la 5e plus sur le Billboard Hot Country Singles Chart en juin 1976. Jay & the Americans ont repris la chanson sur leur album 1970, "Wax Museum, Vol. 1". Brian Hyland a également enregistré une version de la chanson qui a atteint le numéro 54 sur le Billboard Hot 100 en 1971. Victor Wood reprend cette chanson sur son album Mr. Lonely.
Des reprises sont également apparues dans plusieurs films: Michael McDonald a repris la chanson au début des années 1990 et sa version a été utilisée dans une scène dans le film Leaving Las Vegas.
chanson reprise également par Michael Jackson en 1972 ,sorti sur looking back to Yesterday en 1986.

## Titres
| No | Titre                      | Durée |
| -- | -------------------------- | ----- |
| 1. | Lonely Teardrops           | 2:41  |
| 2. | In The Blue Of The Evening |       |